# Peter Friese
Peter Friese (* 23. März 1952 in Siemianowice Śląskie, Polen) ist ein deutscher Kunsthistoriker, Kurator und Museumsleiter.

## Leben
Friese studierte Kunstgeschichte, Archäologie, Pädagogik und Philosophie an der Ruhr-Universität Bochum, u. a. bei Max Imdahl.
Seine ersten Erfahrungen in der Kunstvermittlung machte er 1975 zunächst am Museum Bochum, ab 1978 am Museum Folkwang und 1980 bis 1984 an der Kunsthalle Düsseldorf. Von 1986 bis 1992 war er Mitbegründer und Kurator des Kunstraums Wuppertal. 1988 übernahm er die künstlerische Leitung des Kunstvereins Ruhr in Essen.
1992 wurde Peter Friese Wissenschaftlicher Mitarbeiter und Kurator an der Weserburg (damals: Neues Museum Weserburg Bremen). 2007 wurde er dort Hauptkurator und Stellvertretender Direktor, ab 2015 deren Direktor bis 2018.
Seit 1994 war er zudem Lehrbeauftragter für Kunstgeschichte und Kunstwissenschaften an der Universität Bremen.
Er lebt in Bremen und Essen.

## Wirken
Als künstlerischer Leiter des Kunstvereins Ruhr führte er Einzelausstellungen durch u. a. mit Werner Ruhnau, Gary Hill, VA Wölfl, Christian Boltanski, Ingo Günther, Lawrence Weiner, Terry Fox, Timm Ulrichs, Gerhard Richter, Anna und Bernhard Blume, Tony Cragg und mit dem Museum für Moderne Kunst München.
Als Hauptkurator des Neuen Museums Weserburg Bremen, das sich heute Weserburg Museum für moderne Kunst nennt, konzipierte er seine international erfolgreichste Ausstellung Minimal Maximal (1998–1999), welche die Minimal Art und deren Einfluss auf die internationale Kunst der 1990er Jahre untersuchte. Die Ausstellung ging 1999 an die Kunsthalle Baden-Baden und noch im selben Jahr nach Santiago de Compostela, Spanien, in das Centro Galego de Arte Contemporanea. 2001 wurde die Ausstellung vom Chiba City Museum of Art, Japan, übernommen und danach im MoMAK (National Museum of Modern Art Kyōto) gezeigt. Anschließend – noch im selben Jahr – wurde sie im Fukuoka City Museum of Art, Fukuoka, Japan, ausgestellt. 2002 wanderte die Ausstellung nach Korea in das National Museum of Contemporary Art in Seoul. Der Ausstellungskatalog wurde in fünf Sprachen übersetzt.
Peter Friese hat 1995 zusammen mit dem damaligen Direktor des Neuen Museums Weserburg Bremen, Thomas Deecke, mit dem von Hans-Peter Porzner gegründeten imaginären Museum für Moderne Kunst München die erste reale Ausstellung eingerichtet. In der Folge kam es dann zu einer ganzen Reihe von Ausstellungen zum Thema Kunstbetrieb und Institutionenkritik.
Weitere Ausstellungen waren 2002: Kunst nach Kunst, After Images, 2004: Farbe im Fluss 2011: Ohne Zögern, 2007: Say it isn't so und 2008 bis 2010 Go for it! (Werke des Essener Privatsammlers Thomas Olbricht).

## Schriften
- Minimal Maximal, die Minimal Art und ihr Einfluss auf die internationaleKunst der 90er Jahre. Katalog Neues Museum Weserburg Bremen und Künstlerbuch von Heimo Zobernig. Heidelberg 1998, ISBN 3-8295-7004-X.
- Ohne Zögern, Die Sammlung Olbricht Teil 2. Katalog herausgegeben zur Ausstellung im Neuen Museum Weserburg. Bremen, ISBN 3-926318-09-0.
- Fünfzig Jahre. Kunstverein Ruhr – Tatkreis Kunst der Ruhr. Essen 2000, ISBN 3-9803846-9-1.
- After Images. Neues Museum Weserburg, Bremen 2004, ISBN 3-937577-84-X.
- Kunst nach Kunst. Herausgegeben von Peter Friese. Katalog zur Ausstellung im Neuen Museum Weserburg Bremen von 2002. Neues Museum Weserburg Bremen, Hauschild Verlag, 2002, ISBN 3-89757-162-5.